# Славно (Чарнковсько-Тшцянецький повіт)
Славно (пол. Sławno) — село в Польщі, у гміні Любаш Чарнковсько-Тшцянецького повіту Великопольського воєводства.
Населення — 310 осіб (2011).
У 1975-1998 роках село належало до Пільського воєводства.

## Демографія
Демографічна структура станом на 31 березня 2011 року:
|          | Загалом | Допрацездатний вік | Працездатний вік | Постпрацездатний вік |
| -------- | ------- | ------------------ | ---------------- | -------------------- |
| Чоловіки | 163     | 44                 | 107              | 12                   |
| Жінки    | 147     | 40                 | 87               | 20                   |
| Разом    | 310     | 84                 | 194              | 32                   |